# Bird Box
Bird Box er en amerikansk film fra 2018, instrueret af Susanne Bier for Netflix.
Produktionen er en psykologisk thriller i gysergenren. Hovedrollen spilles af Sandra Bullock.